# Rafael Merino
Rafael Merino López, né le 8 janvier 1959 à Cordoue, est un avocat et homme politique espagnol du Parti populaire (PP).

## Biographie

### Vie professionnelle
Titulaire d'une licence en droit, il est avocat de profession. Par ailleurs, il est divorcé et père d'un enfant.

### Vie politique
En 1981, il adhère aux Nouvelles générations de l'Alliance populaire (NNGG) et en devient vice-président pour la province de Cordoue.
Sept ans plus tard, il entre à la commission exécutive provinciale du Parti populaire (PP) pour la province de Cordoue, puis à la commission exécutive régionale en 1994. Il en a été vice-président.
Le 26 mai 1991, il est élu au conseil municipal de Cordoue et devient porte-parole adjoint du groupe PP jusqu'en 1993, puis porte-parole jusqu'en 1995. Le 28 mai de cette même année, Rafael Merino remporte les élections municipales et est investi maire de la ville.
Durant son mandat, il préside la commission des Services sociaux de la Fédération espagnole des villes et des Provinces (FEMP). Candidat à sa propre succession le 13 juin 1999, il arrive en tête mais perd la majorité absolue et est remplacé par Rosa Aguilar, membre de la Gauche unie et soutenue également par le PSOE.
Devenu porte-parole du groupe PP au conseil municipal, il est élu député de Cordoue le 12 mars 2000, et se voit réélu les 14 mars 2004 et 9 mars 2008.
Rafael Merino est porte-parole du groupe populaire à la commission des Administrations publiques. Il démissionne de son mandat le 21 février 2019 après avoir été nommé directeur général de l'Agence publique des ports d'Andalousie.